# Пайлот-Ноб (Міссурі)
Пайлот-Ноб (англ. Pilot Knob) — місто (англ. city) в США, в окрузі Айрон штату Міссурі. Населення — 671 особа (2020).

## Географія
Пайлот-Ноб розташований за координатами 37°37′25″ пн. ш. 90°38′41″ зх. д. / 37.62361° пн. ш. 90.64472° зх. д. (37.623641, -90.644840).  За даними Бюро перепису населення США в 2010 році місто мало площу 2,30 км², з яких 2,29 км² — суходіл та 0,01 км² — водойми.

## Демографія
Згідно з переписом 2010 року, у місті мешкало 746 осіб у 335 домогосподарствах у складі 195 родин. Густота населення становила 324 особи/км².  Було 392 помешкання (170/км²).
Расовий склад населення:
| - 94,4 % — білих - 1,5 % — корінних американців - 1,3 % — чорних або афроамериканців - 0,4 % — азіатів |

До двох чи більше рас належало 2,4 %. Частка іспаномовних становила 1,6 % від усіх жителів.
За віковим діапазоном населення розподілялося таким чином: 24,1 % — особи молодші 18 років, 55,3 % — особи у віці 18—64 років, 20,6 % — особи у віці 65 років та старші. Медіана віку мешканця становила 39,9 року. На 100 осіб жіночої статі у місті припадало 86,5 чоловіків;  на 100 жінок у віці від 18 років та старших — 85,0 чоловіків також старших 18 років.
Середній дохід на одне домашнє господарство  становив 47 729 доларів США (медіана — 34 135), а середній дохід на одну сім'ю — 56 267 доларів (медіана — 42 188). За межею бідності перебувало 17,6 % осіб, у тому числі 25,2 % дітей у віці до 18 років та 3,5 % осіб у віці 65 років та старших.
Цивільне працевлаштоване населення становило 261 осіб. Основні галузі зайнятості: освіта, охорона здоров'я та соціальна допомога — 33,3 %, виробництво — 13,8 %, роздрібна торгівля — 11,1 %, науковці, спеціалісти, менеджери — 10,0 %.